# محصم (أرحب)

تعديل مصدري - تعديل

محصم هي إحدى قرى عزلة بني سليمان بمديرية أرحب التابعة لمحافظة صنعاء، بلغ تعداد سكانها 285 نسمة حسب تعداد اليمن لعام 2004.